# Mess (gruppo musicale italiano)
I Mess (o The Mess) sono un gruppo rock storico del movimento musicale pordenonese The Great Complotto. I generi musicali su cui si basano sono il new wave e il post-punk.

## Storia del gruppo
I Mess nascono nel 1979 a Pordenone nel locale del contro storico denominato Tequila, centro di incontro di molte delle persone che faranno poi parte delle band del Great Complotto. La formazione originale era composta da Zorro (aka Charly Cicero) alla batteria, Star Lee al basso, Johnny B. Good (aka Joe Valentino) alle tastiere, Adolph Spitz (aka Max Mancini, aka Massimo "Adolph" Nutini) alla voce e chitarra ed il nome fu scelto per puro caso, prendendo una parola scritta in evidenza su un titolo del Melody Maker.
La band nacque all'interno del movimento naoniano del Great Complotto, che prevedeva, tra l'altro, l'utilizzo di pseudonimi per i membri delle band, e nel 1980 partecipò con i brani Foolish Girls e Paraguay alla seminale compilazione Pordenone/The Great Complotto, prodotta dalla Italian Records e curata da Ado Scaini, Oderso Rubini e Red Ronnie. Nello stesso anno la band produsse il videoclip di Paraguay, che fu inserito l'anno dopo nel servizio televisivo di Roberto D'Agostino realizzato per la trasmissione televisiva "Mister Fantasy" condotta da Carlo Massarini ed in onda su Rai2.
Nel 1981 la band registrò Kunst Und Technik e Get Proud presso Harpo's Studio di Bologna in vista della seconda compilazione dedicata al Great Complotto che però uscì solo nel 1983. Il disco si intitolava iV3SCR (Italian Records, 1983) ed includeva anche brani dei Cancer, Sexy Angels e Gigolo' Look.
Il gruppo rimane in piena attività fino al 1984. Dal 1984 rare apparizioni fino alla piena ripresa nel 2005.
Il brano Foolish Girl compare nella colonna sonora del film Il grande complotto... the movie (2003), con regia di Guglielmo Zanette.
Nel marzo del 2005 i Mess parteciparono al concerto "The Reunion" al Deposito Giordani di Pordenone con altri gruppi storici del Great Complotto, ha ripreso l'attività, con l'incisione nel 2009 di un nuovo lavoro discografico, "L'Amore Al Tempo Delle Grandi Scimmie" (ViaEtere prod.), nella formazione pressoché originale degli esordi. Alcuni componenti del gruppo hanno iniziato nel 2012 un nuovo progetto musicale, sempre collegato al marchio MESS, dal nome QUAGGA.

## Formazione Attuale
- Gianfranco "Star" Stella - basso
- Claudio "Johnny" Scircoli - tastiere
- Massimo "Adolph" Nutini  - voce e chitarra
- Stefano "Hellboy" Nutini - percussioni e synth
- Mauro "Boccy On" Titton - cori e black lights

## Ex Componenti
- Sergio Zanon/Zorro - batteria 1979/1981
- Frog/Paolo Parigi - batteria 1983
- Bryan/Marco Giacomini - tastiere 1983/1984 - 2005
- Matching Mole/Diego Contarini - batteria 1982-1983
- Plastic/Roberto De Filippo - batteria 2005/2008

## Discografia

### Partecipazioni
- 1980 - AA.VV. Pordenone/The Great Complotto con i brani Foolish Girl e Paraguay
- 1983 - AA.VV. IV3SCR
- 2008 - AA.VV. L'Amore Al Tempo Delle Grandi Scimmie - Colonna Sonora Originale